# Brandano (santo)
Brandano (Brendan), anche noto come Brandano  il Navigatore o il Viaggiatore, o, raramente, Brendano (Fenit, 484 – Annaghdown, 578) è stato un abate irlandese, venerato come santo dalla Chiesa cattolica. Fu uno dei primi padri del monachesimo irlandese.

## Biografia
La sua leggenda è raccontata nella Navigatio sancti Brendani scritta da un autore anonimo irlandese del X secolo, dove sono riportati i suoi meravigliosi viaggi apostolici, nella tradizione delle leggende di viaggi irlandesi.
Brandano  nacque probabilmente nel 484 a Fenit, il porto di Tralee, nella contea del Kerry in Irlanda, figlio di Find Loga. Fu battezzato a Tubrid, vicino ad Ardfert, da Sant'Erc del Kerry. Fu cresciuto da Sant'Ita di Killeedy, la "Brigida del Munster", e completò i suoi studi con San Jarlath di Tuam e Sant'Erc che lo ordinò sacerdote nel 512. Sua sorella era Santa Bríg, ricordata nel Martirologio di Donegal alla data del 7 gennaio. Fu uno dei Dodici apostoli d'Irlanda che studiarono alla scuola di San Finnian di Clonard. Fu amico di Santa Brigida, di San Columba di Iona, di Sant'Enda di Aran, di San Colomano di Cloyne e del suo omonimo Brendano di Birr. Secondo quanto riportato dalla Bibliotheca Sanctorum dell'irlandese Cuthbert Mc Grath, tra il 512 e il 530 Brandano costruì monasteri e chiese ad Ardfert, a Enach Dúin (Annaghdown), ad Aleth, a Plouaret, a Inchquin Island, e a Shankeel (Seana Cill) ai piedi del cosiddetto Monte Brandon. La leggenda racconta che da qui partì per il suo famoso viaggio.
Nel 559 fondò il monastero e la scuola monastica di Clonfert nella contea di Galway. Si dice che la scuola ebbe fino a 3000 discepoli e che la regola del monastero fu dettata a Brandano da un angelo. Il santo sarebbe morto ad Amaghdown, in visita alla sorella e sarebbe stato sepolto a Clonfert.

## Culto

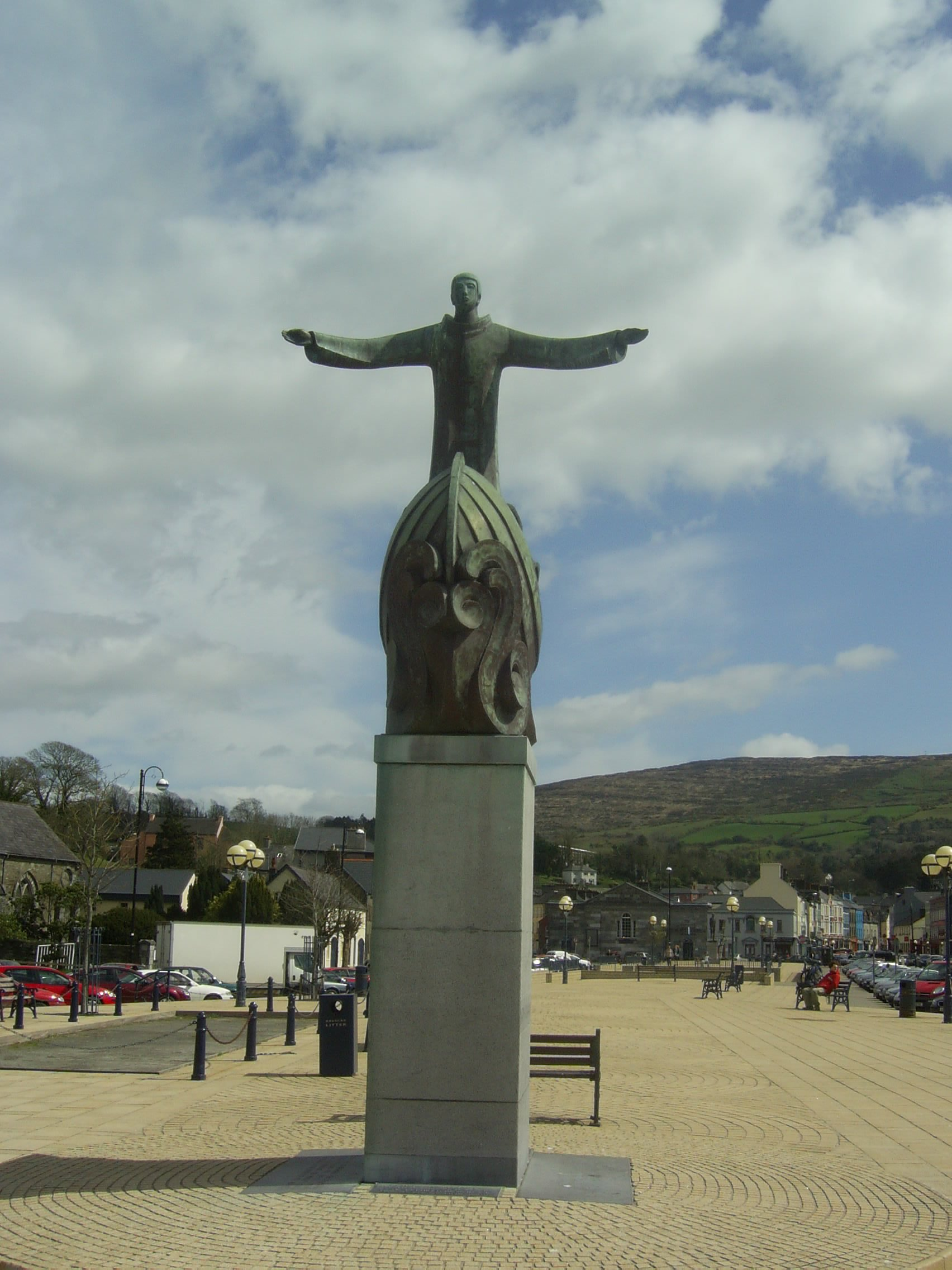
Statua di san Brandano nella piazza della cittadina irlandese di Bantry.

Secondo il Martyrologium Romanum, la Chiesa cattolica lo celebra il 16 maggio; le Chiese ortodosse lo festeggiano il 15 maggio.
La festa di san Brandano è celebrata nel Kerry con la scalata sul Monte Brandon. Il suo culto si è diffuso anche in Scozia, nel Galles, in Inghilterra, in Bretagna, in Normandia, in Sicilia (a Bronte), nelle Fiandre (a Bruges, dove nel convento della Poterie si trovano sue reliquie e quadri e vetrate che lo raffigurano).

## LaNavigazione di san Brandano

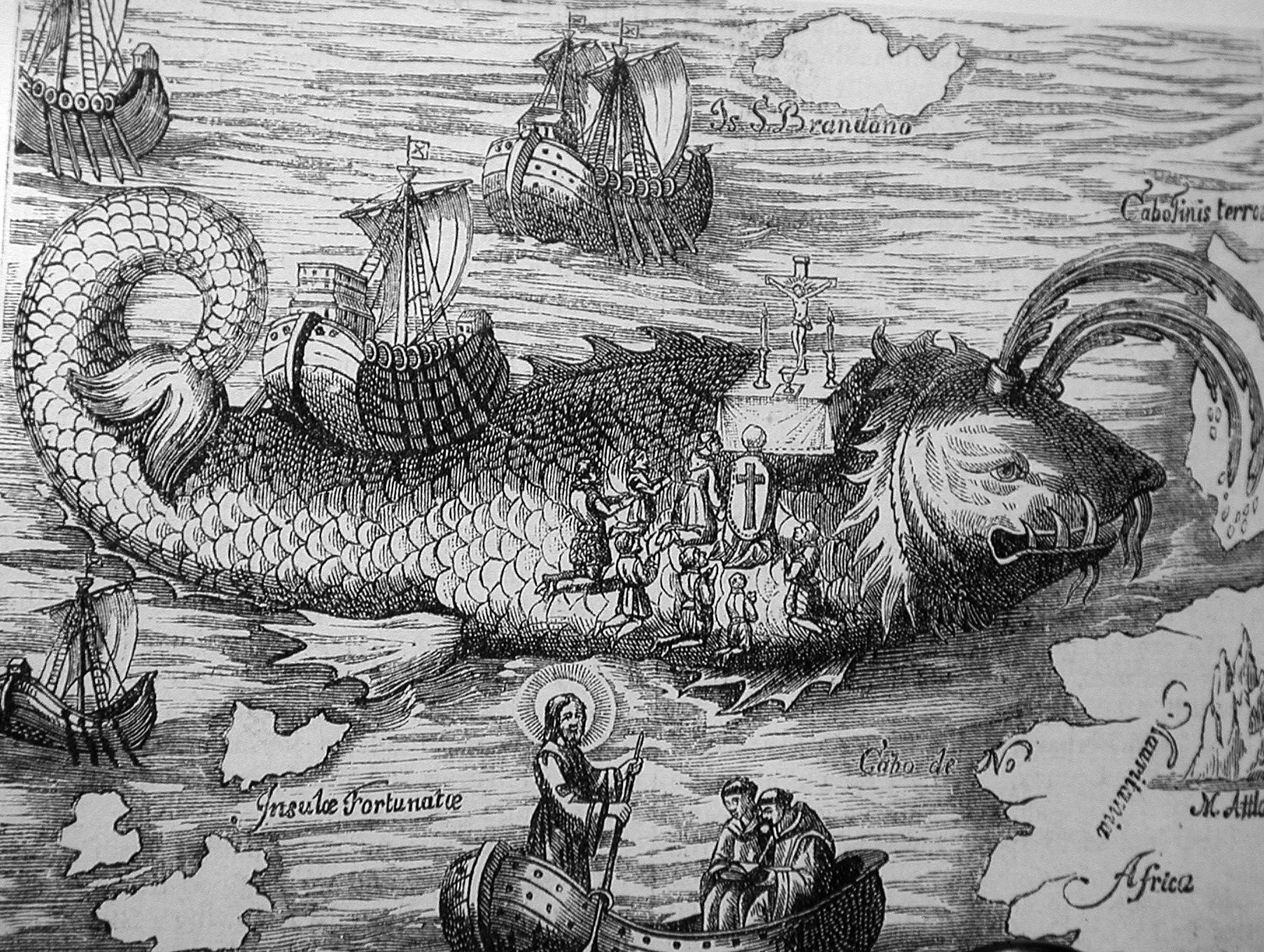
San Brandano e la balena-isola.

San Brandano, durante il suo apostolato, compì numerosi pellegrinaggi per mare, giungendo in molte isole della Scozia, nelle Orcadi e nelle Shetland. Dopo la sua morte, il ricordo dei suoi viaggi venne amplificato e arricchito dalla tradizione orale, mescolandosi alle leggende celtiche e venne riportato nella Navigatio sancti Brendani. Non si sa se la Navigatio sia stata scritta in Irlanda, oppure in Europa da un profugo ecclesiastico irlandese fuggito dalle incursioni vichinghe, ma ebbe grande diffusione durante tutto il Medioevo e, scritta in latino, fu tradotta in molte lingue europee (in Italia, nelle lingue veneziana e toscana). Quello degli imram era un genere letterario molto diffuso in Irlanda: consistevano in narrazioni di un viaggio avventuroso per mare, compiuto da uno o più eroi. Il genere era ben adatto agli irlandesi, isolani legati al mare, e poteva acquisire temi e suggerimenti tratti dalla cultura classica.